# Phaeospilodes poeciloptera
Phaeospilodes poeciloptera är en tvåvingeart som först beskrevs av Kertesz 1912.  Phaeospilodes poeciloptera ingår i släktet Phaeospilodes och familjen borrflugor. Inga underarter finns listade i Catalogue of Life.